# Basen (Topiło)
Basen – część wsi Topiło w Polsce, położona w województwie podlaskim, w powiecie hajnowskim, w gminie Hajnówka.
W latach 1975–1998 miejscowość administracyjnie należała do województwa białostockiego.
Prawosławni mieszkańcy wsi należą do parafii Wniebowstąpienia Pańskiego w Orzeszkowie.